# Monarda stanfieldii
Monarda stanfieldii är en kransblommig växtart som beskrevs av John Kunkel Small. Monarda stanfieldii ingår i släktet temyntor, och familjen kransblommiga växter. Inga underarter finns listade i Catalogue of Life.